# Собор Святого Георгия (Саскатун)
Собор Святого Георгия или собор Святого Юрия (укр. Катедра св. Юрія, англ. Cathedral of St. George) — католическая церковь, находящаяся в городе Саскатун, провинция Саскачеван, Канада. Церковь является Кафедральным собором епархии Саскатуна Украинской грекокатолической церкви.

## История
29 июня 1912 года в Саскатуне был образован приход Украинской грекокатолической церкви. Строительство храма святого Георгия началось в 1939 году и закончилось в 1943 году. Архитектурный план храма состоит из крестообразной базилики с центральным восьмиугольным куполом и тремя апсидами на северной, южной и восточной сторонах и семью малыми куполами.
В 1950 и 1955 годах завершилась отделка внутреннего интерьера. В 1991 году был добавлен иконостас.